# 肝付兼久
肝付 兼久（きもつき かねひさ）は、戦国時代の武将。肝付氏の第14代当主。

## 略歴
文明14年（1482年）、父・肝付兼連の死去を受け、僅か10歳の兼久が家督を継ぐと、大叔父・肝付兼広らが島津氏と通じて反乱を起こしたため、兼久は志布志の新納忠続を頼り日向国に落ち延びる。その後、忠続の援助を得て兼広らを倒し、当主に復帰した。
兼久は島津氏との関係を修復するため、時の当主・島津忠昌を加冠役として元服した。しかし忠昌との争いはその後も続き、兼久は新納忠続や伊東氏らと協力して忠昌と戦った。このため、逆に忠昌は劣勢になり、永正5年（1508年）には遂にその圧力に耐えかねて自殺している。
その後も島津氏と戦い続けたが、島津氏では忠昌没後に内紛が相次いだために兼久のほうが優勢だったといわれる。
大永3年（1523年）、死去。享年51。跡を子・兼興が継いだ。